# Faunis bankensis
Faunis bankensis är en fjärilsart som beskrevs av Rothschild 1916. Faunis bankensis ingår i släktet Faunis och familjen praktfjärilar. Inga underarter finns listade i Catalogue of Life.